# Nevin Birsa
Nevin Birsa (Branik, 1947. augusztus 25. – Branik, 2003. október 1.) szlovén költő.

## Élete
Birsa Branik (akkori nevén Rihemberk) faluban született a Vipava-völgyben, Nyugat-Szlovéniában. A Ljubljanai Egyetem Pedagógiai Akadémián tanult szlovén szakot. Tanulmányai után szabadúszó költő lett. Verseit folyóiratban és független gyűjteményekben publikálta.
Számos versgyűjteményt adott ki, széles körben megismerték, különösen azután, hogy tehetségére Ciril Zlobec költő és író is rámutatott. Élete nagy részét szülőfalujában élte, egyszerű életmódot folytatva. Kifinomult költészete, amely Georg Trakl, Rainer Maria Rilke és Edvard Kocbek hatását mutatta, jelentős érdeklődést váltott ki. Modernista költőként a motívumai az élet értelméről, a költészet szerepéről és a természetben zajló eseményekről szóltak. Gazdag költői alkotása szürrealista technikával fejeződik ki, olyan anyagokkal, amelyek a költő szülőhelyéhez való kötődéséből, szerelmi élményeiből és az álomképek átalakulásából ragadtak meg. A világűr és a technika által uralt modern világ eredeti motívumai is megjelennek a dalokban.
Meglehetősen termékeny szerző volt. Élete során 16 versgyűjteménye jelent meg, 2004-ben pedig posztumusz gyűjteményt is kiadtak, korábban meg nem jelent verseiből.
2003-ban halt meg szülőfalujában, és a helyi temetőben nyugszik. 2006-ban a helyi hatóságok emlékhelyet hoztak létre a helyi könyvtárban, szülőhelye a közelében.

## Művei
- Elektronke v očeh (1970) Elektronok a szemekben
- Stekleni vihar (1973) Az üvegvihar
- Jelen cvete med debli (1975)
- Nove ljubezenske pesmi (1973) Új szerelmes dalok
- Poskus maga (1987)  A mágus próbálkozása
- Kdo ima žareči ključ (1990) Akinél az izzó kulcs van
- Prva svetloba (1992) Első fény
- Samotni napis mavrice (1994) Magányos szivárványos felirat
- Skat širokega jutra (1996)
- Kresnice in pesnik (1997) Szentjánosbogarak és a költő
- Boj za rdeče bleščanje (2001)
- Skice krvi in zvezd (2001)  Vérrajzok és csillagok
- Modrijan ali klovn (2003) Kék vagy bohóc
- To pomlad sem odšel v neznano (2004) Idén tavasszal az ismeretlenbe mentem

## Fordítás
- Ez a szócikk részben vagy egészben  a   Nevin Birsa (Slovene poet) című angol Wikipédia-szócikk ezen változatának fordításán alapul.  Az eredeti cikk szerkesztőit annak laptörténete sorolja fel. Ez a jelzés csupán a megfogalmazás eredetét és a szerzői jogokat jelzi, nem szolgál a cikkben szereplő információk forrásmegjelöléseként.